# Le 20 novembre
Le 20 novembre (Förgänglighet) est un monologue du dramaturge suédois Lars Norén écrit en 2007 et mettant en scène un adolescent s'apprêtant à commettre une fusillade dans le lycée où il a été éduqué.

## Genèse
Pour l'écriture du texte, l'auteur s'est inspiré d'un fait réel. Il s'agit de l'attaque commise par Sébastien Bosse le 20 novembre 2006 dans son collège d'Emsdetten, en Allemagne, avant de se suicider. Celui-ci avait publié son journal intime avant sa mort pour tenter de se justifier.

## Traductions
- Katrin Ahlgren, 2007, l'Arche.

## Mises en scènes
- 2008 : mise en scène Alexandre Zeff, La Manufacture des Abbesses[3]
- 2011 : mise en scène Jacques David, L’Étoile du Nord[4]